# Agrotis muraenula
Agrotis muraenula är en fjärilsart som beskrevs av Augustus Radcliffe Grote och Robinson 1868. Agrotis muraenula ingår i släktet Agrotis och familjen nattflyn. Inga underarter finns listade i Catalogue of Life.